# بيكر (نيفادا)
بيكر (بالإنجليزية: Baker) هو تجمع سكني غير مدخل ومكان مخصص للإحصاء في مقاطعة وايت بين في ولاية نيفادا الأمريكية. وهي تقع على بعد 5 أميال (8 كم) شرق المدخل الرئيسي لحديقة غريت باسين الوطنية عند تقاطع طرق الولاية 487 و 488. سميت المدينة على أحد المستوطنين الأوائل في المنطقة ويدعى جورج و. بيكر. بلغ عدد سكانها 68 نسمة في تعداد عام 2010.